# Manosque-Nord (tổng)
Tổng Manosque-Nord là một tổng ở tỉnh Alpes-de-Haute-Provence trong vùng Provence-Alpes-Côte d'Azur. 

## Hành chính
| Giai đoạn | Ủy viên       | Đảng | Tư cách |
| --------- | ------------- | ---- | ------- |
| 2004-2010 | Roland Aubert | PS   |         |

## Các đơn vị hành chính
Tổng Manosque-Nord gồm 3 xã với dân số 11 388 người (điều tra năm 1999, dân số không tính trùng)
| Xã                    | Dân số    | Mã bưu chính | Mã insee |
| --------------------- | --------- | ------------ | -------- |
| Manosque              | 8 594 (1) | 04100        | 04112    |
| Saint-Martin-les-Eaux | 104       | 04300        | 04190    |
| Volx                  | 2 690     | 04130        | 04245    |

(1) một phần của xã.

## Thông tin nhân khẩu
| 1962                                                     | 1968 | 1975 | 1982 | 1990   | 1999   |
| -------------------------------------------------------- | ---- | ---- | ---- | ------ | ------ |
| -                                                        | -    | -    | -    | 10 828 | 11 388 |
| Nombre retenu à partir de 1962 : dân số không tính trùng |      |      |      |        |        |